# Boca do Acre
Boca do Acre est une municipalité brésilienne de l'État d'Amazonas.

## Faune et flore
92% de la Forêt nationale de Mapiá-Inauini se situe sur la commune de Boca do Acre.